# 格魯尤鄉
44°44′N 26°13′E / 44.733°N 26.217°E
格魯尤鄉（羅馬尼亞語：Comuna Gruiu, Ilfov），是羅馬尼亞的鄉份，位於該國南部，由伊爾福夫縣負責管轄，面積62平方公里，海拔高度83米，2007年人口6,585，人口密度每平方公里106人。